# Мацунаґа Томоко
Мацунаґа Томоко (яп. 松永 知子; нар. Японія) — японська футболістка, виступала в збірній Японії.

## Кар'єра в збірній
Дебютувала за збірну Японії 1 червня 1988 року в поєдинку проти Сполучених Штатів Америки. Учасниця чемпіонатів світу 1989 та 1991 років, а також чемпіонату Азії 1990 року. На цьому турнірі зіграла свій останній матч за збірну Японії. У футболці національної збірної з 1988 по 1991 рік зіграла 13 матчів.

## Статистика виступів у збірній
| жіноча національна збірна Японії | жіноча національна збірна Японії | жіноча національна збірна Японії |
| Рік                              | Матчі                            | Голи                             |
| -------------------------------- | -------------------------------- | -------------------------------- |
| 1988                             | 2                                | 0                                |
| 1989                             | 4                                | 0                                |
| 1990                             | 2                                | 0                                |
| 1991                             | 5                                | 0                                |
| Загалом                          | 13                               | 0                                |